# Ilzarbe
Ilzarbe (Iltzarbe en euskera y oficialmente) es una localidad española y un concejo de la Comunidad Foral de Navarra perteneciente al municipio de Ollo. Su población, en 2020, es de 50 habitantes.
Está situado en la Merindad de Pamplona, en la Cuenca de Pamplona.